# Газала
Газала (араб. عين الغزالة‎) — это небольшая ливийская деревня недалеко от побережья в северо-восточной части страны. Она расположена в 60 км к западу от Тобрука.
В конце 1930-х годов (во время итальянской оккупации Ливии) в деревне располагался арабский концлагерь, в который члены сопротивления сануситов тщетно пытались проникнуть.
Газала наиболее известна как место памятной битвы, произошедшей во время Второй мировой войны в окрестностях Газалы с мая по июнь 1942 года между силами Оси (во главе с Эрвином Роммелем) и союзными войсками (во главе с Нилом Ричи). Эта битва привела к победе Оси и последующему захвату Тобрука 21 июня 1942 года.